# Torrequemada
Torrequemada település Spanyolországban, Cáceres tartományban. Torrequemada Cáceres és Aldea del Cano községekkel határos. Lakosainak száma 560 fő (2024).

## Népesség
A település népessége az elmúlt években az alábbi módon változott:
| Lakosok száma | 614  | 605  | 591  | 604  | 611  | 586  | 601  | 565  | 566  | 560  |
|               | 2001 | 2004 | 2006 | 2009 | 2011 | 2014 | 2016 | 2019 | 2021 | 2024 |